# Кайалес, Спирос
Спирос Кайалес (греч.  Σπύρος Καγιαλές; 1872 Халепа, Ханья, Османская империя — 1929 Ханья, Греция), изредка упоминается и как Кайаледакис (греч.  Καγιαλεδάκης) — критский революционер, получивший всегреческую известность в ходе Критского восстания 1897 года.

## Семья
Родился в 1872 году в семье Димитриса Кайалеса и Марии Орнераки.
Мать была родом из Сфакия, греческой вольницы на острове, только номинально признававшей османскую власть.
Отец был родом с островка Грамвуса, что, учитывая пиратское прошлое этого островка, предполагает и пиратское прошлое деда Кайалеса.
Все мужчины рода Кайалеса принимали участие в непрерывных восстаниях критян за освобождение от османского ига и воссоединения со свободной Грецией.
Отец Димитриса первым обосновался по улице Лаки в пригороде Халепа города Ханья. Когда здесь обосновались также и его дети с семьми, весь этот квартал получил в народе имя «Кайаледиана».

## Подвиг
Крит, всё ещё находившийся под османским контролем, восстал в очередной раз в конце 1896 года. В очередной раз православное греческое население острова подверглось резне.
Спирос Кайалес, вместе со своими братьями (Георгием, Манолисом, Антонисом и Иосифом) принял участие в восстании с самого его начала.
Повстанцы водрузили греческий флаг в пригороде Ханьи, Халепе, и провозгласили воссоединение с Грецией 25 января 1897 года, что вызвало протест посольств «Держав». Позиция европейских монархий была выражена в частности послом Российской империи в Париже: «Крит ни в коем случае не может соединиться с Грецией в сегодняшних обстоятельствах» и была повторена слово в слово в ультиматуме европейских держав греческому правительству 2 марта 1897 года: «Крит ни в коем случае не может соединиться с Грецией в сегодняшних обстоятельствах».
На момент прибытия небольшого греческого экспедиционного корпуса полковника Тимолеона Вассоса, (1 (13) февраля) остров был уже под покровительством «Великих держав», которые высадили здесь свои войска.
Вассосу и повстанцам было запрещено вести военные действия в радиусе 6 км вокруг города.

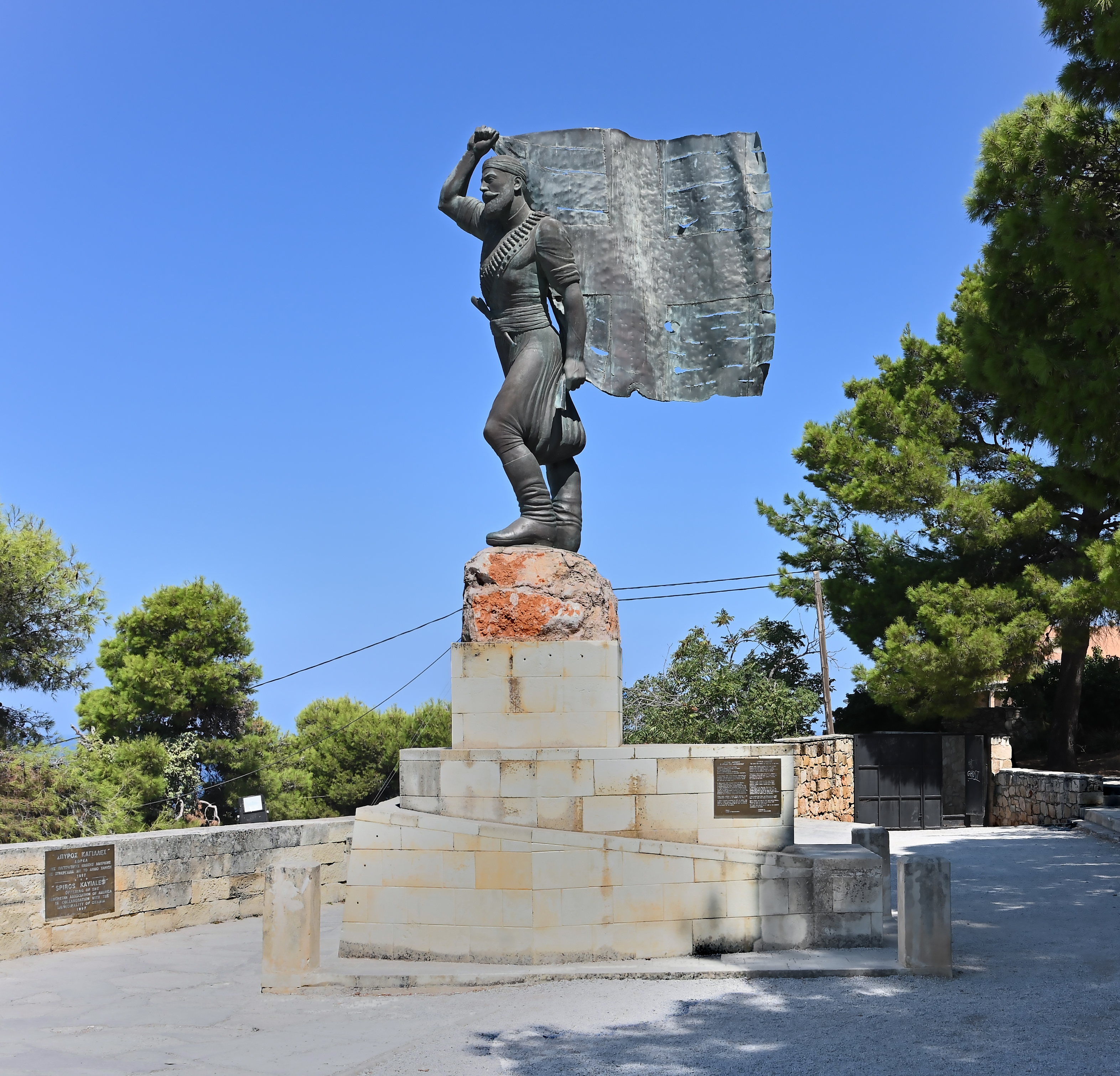
Памятник Спиросу Кайалесу на полуострове Акротири

9/12 февраля 800 повстанцев, разбивших лагерь на полуострове Акротири у Ханьи, подверглись обстрелу турецкой артиллерии и кораблей из бухты Суда. Повстанцы, среди которых был и будущий премьер-министр Греции Э. Венизелос, не имея артиллерии и неся потери, предприняли атаку. Опрокинув турецкие позиции, повстанцы преследовали турок до города, войдя немного в нейтральную зону. Немедленно начался обстрел повстанцев с европейских кораблей.
С европейских кораблей было выпущено более 100 снарядов. В обстреле приняли участие германский, российский, австрийский и 3 английских корабля. Французская и итальянская общественность с радостью отметила, что их корабли не принимали участие в обстреле повстанцев, что однако было связано с расположением кораблей.
При обстреле флагшток с греческим флагом на вершине «Святого Ильи» был завален. Командир повстанцев М. Калоризикос дал приказ вновь поднять флаг. Приказ исполнил Спирос Кайалес. Прицельным огнём флаг был снова завален, и Кайалес в очередной раз поднял его.
Критический момент настал, когда снаряд с российского броненосца «Александр II» с «дьявольской точностью» разбил флагшток в щепки. Тогда Кайалес поднял флаг и стал флагштоком, встав вызывающе перед продолжающими обстрел кораблями и перед биноклями адмиралов. Это вызвало восхищение у экипажей кораблей «Держав». Командующий европейской эскадры, итальянец Ф. Н. Каневаро приказал прекратить огонь. В рапортах своим правительствам адмиралы не скрывали свои симпатии к повстанцам.
Каневаро позже заявлял: «я также присоединился к возгласам восхищения к тем героям, которых, к сожалению, был обязан обстреливать».
Повстанцы написали адмиралам письмо: «революционеры приняли твёрдое решение сохранить свои позиции и принести себя в жертву снарядам европейских и турецкого флотов, нежели допустить мусульманским ордам войти снова на свободную критскую территорию, чтобы повторить в тысячный раз сцены резни и разрушений, которым подвергались на протяжении 3-х веков».
Обращаясь к народам Европы, напоминая, что «турки и бенгазийцы (ливийцы) малодушно скрываются под защитой европейских адмиралов», повстанцы писали: «критяне не просят никакой помощи, никакой защиты у Европы. Пусть только оставят нас свободными свести счёта с турками, с бесчеловечными своими завоевателями».
Итальянская пресса, радуясь, что итальянские корабли не приняли участие в обстреле, выражали «отвращение к политике Германии и России, которые решили стать жандармами на Крите». Французские газеты писали, что «Франция потеряла своё достоинство на Крите». Но министр иностранных дел Франции Г. Аното заявлял что «если народ (греческий) имеет много симпатий в Европе, это не означает, что он имеет право нарушать всеобщий мир и свои международные обязательства». Немецкие газеты писали, что «Греция нарушила международное право» и что «гордых греческих солдат, продолжающих свою игру, державы должны рассматривать как пиратов». Австрийские газеты: «если их ослепление продолжается……то вчерашний обстрел является бесспорным доказательством согласия среди держав».

## Впоследствии
Эпизод флага стал дипломатической победой критских повстанцев.
В 1898 году Крит стал автономной провинцией, где единственным символом, напоминающим о султане, был его флаг.
Выйдя из своего последнего восстания, критяне считали своим долгом чести оказать помощь остававшимся ещё под османским игом жителям других греческих земель, в частности Македонии, где заметная часть добровольцев греческих отрядов происходила с полуострова Мани и острова Крит.
В Македонии погиб и единственный сын Спироса Кайалеса, Георгий.
Сам Спирос Кайалес, в составе отряда критских добровольцев, принял участие в Первой Балканской войне, и отмечен в бою при Дрискос на подступах к столице Эпира, городе Яннина, в ноябре 1912 года, где кроме критян, сражались два батальона итальянских и два батальона греческих гарибальдийцев.
Спирос Кайалес умер в Ханья в 1929 году.
Согласно его соратникам и близким, он до конца своей жизни не смог смириться с гибелью своего сына.
Памятник Кайалесу был воздвигнут 21 июля 1997 года, в столетие восстания.
Муниципалитет Акротири каждый год отмечает бомбардировку 9 февраля 1897 года возложением венка к памятнику Спиросу Кайлесу